# Tour du Saint-Bernard
 (juillet 2016).
Si vous disposez d'ouvrages ou d'articles de référence ou si vous connaissez des sites web de qualité traitant du thème abordé ici, merci de compléter l'article en donnant les références utiles à sa vérifiabilité et en les liant à la section « Notes et références ».

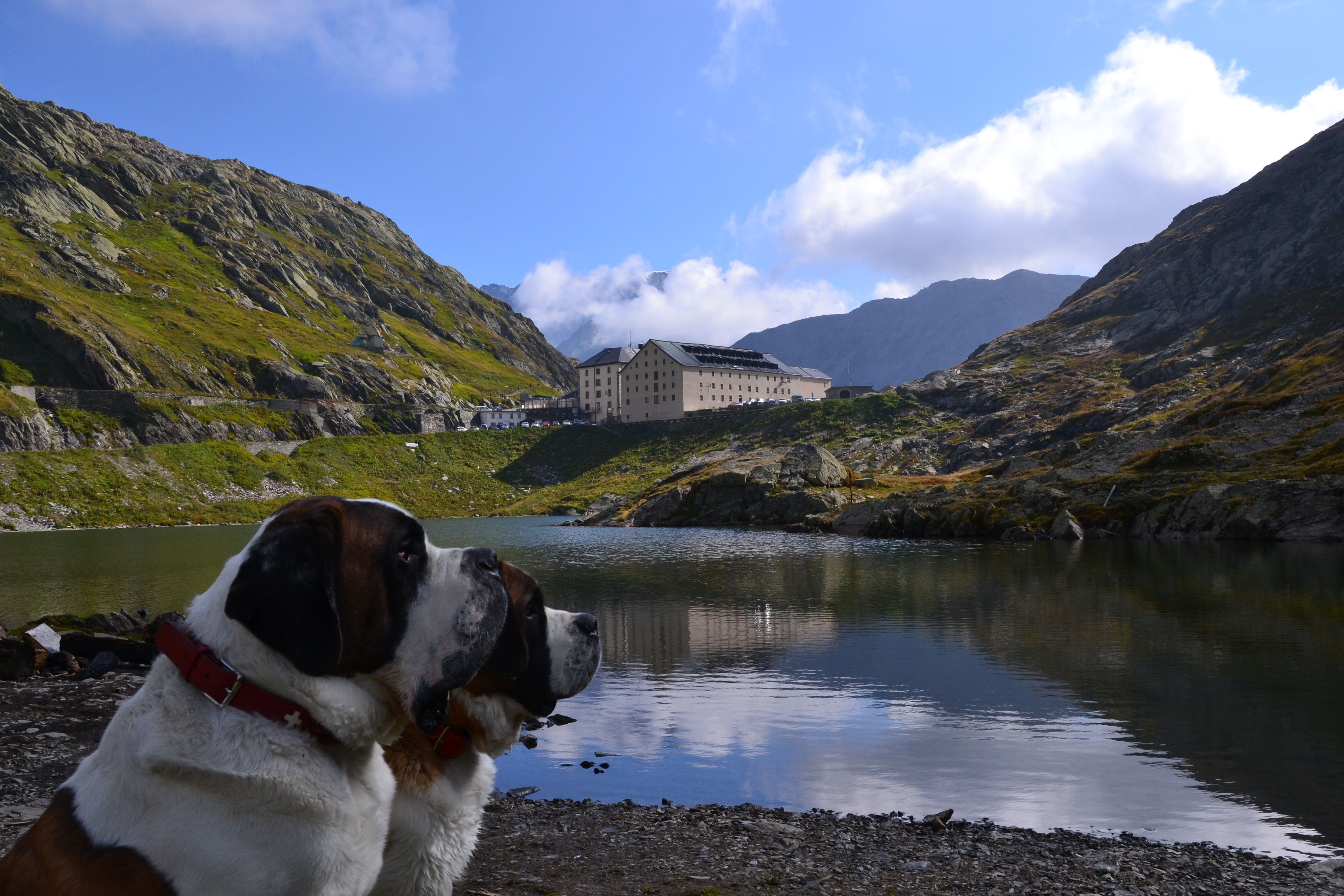
Chiens du St-Bernard face à l'hospice du même nom

Le Tour du Saint-Bernard est un trekking dans les Alpes . Il est composé généralement de six étapes entre la Suisse et l'Italie . 
Cette randonnée est balisée officiellement depuis  2015 . Certaines étapes chevauchent le Tour du Mont-Blanc, le Tour des Combins ou la Via Francigena.

## Les six étapes classiques
- Bourg-Saint-Pierre - Col du Grand-Saint-Bernard
- Col du Grand-Saint-Bernard - Val Ferret italien
- Val Ferret italien - La Fouly
- La Fouly - Combe de l'A
- Combe de l'A - Col de Mille
- Col de Mille - Bourg-Saint-Pierre

## Itinéraire classique
Le tour est généralement effectué dans le sens des aiguilles d'une montre sur une durée de 4 à 6 jours. Le point de départ usuel est en général Bourg-St-Pierre.
Après être parti de Bourg-Saint-Pierre, dernier village en Suisse avant la frontière italienne, le Tour du Saint-Bernard rejoint le Col du Grand-Saint-Bernard en passant par le fameux barrage des Toules et le col des Chevaux par la Combe de Drône. Au col du Grand-Saint-Bernard, l'hospice du même nom accueille les randonneurs tout au long de l'année. Les célèbres chiens du Saint-Bernard y résident également en juillet et août.
La deuxième étape rejoint l'Italie en passant par les cols de Saint-Rhémy, des Ceingles et de Malatra culminant à 2 928 m. Le Val Ferret italien offre un magnifique panorama sur la chaîne du Mont-Blanc.
Le Tour du Saint-Bernard se poursuit dans le Val Ferret italien par l'alpage d'Arp Nouva avant de rejoindre le canton du Valais par le Grand Col Ferret. L'étape va jusqu'à la station de La Fouly et côtoie le Mont Dolent, frontière entre la France, l'Italie et la Suisse.
La quatrième étape traverse la réserve naturelle de la Combe de l'A située entre le Val Ferret et le Val d'Entremont. Cette combe est dotée d'une faune et d'une flore exceptionnelles, ainsi que de nombreuses particularités géologiques.
La suite du Tour passe par le village de Liddes et rejoint la cabane de Mille par le Sentier des Éperviers. Depuis la cabane de Mille, le massif du Mont-Blanc ainsi que les Alpes valaisannes sont bien visibles.
La dernière étape passe par le Mont Rogneux - point culminant du Tour à 3 032 m - et l'alpage du Cœur avant de rejoindre à nouveau Bourg-Saint-Pierre.

### Variantes possibles
Tout au long du parcours, différentes variantes sont possibles. Certaines étapes peuvent être divisées et d'autres allongées, selon l'envie du randonneur.